# Labatmale
Labatmale is een gemeente in het Franse departement Pyrénées-Atlantiques (regio Nouvelle-Aquitaine) en telt 203 inwoners (1999). De plaats maakt deel uit van het arrondissement Pau.

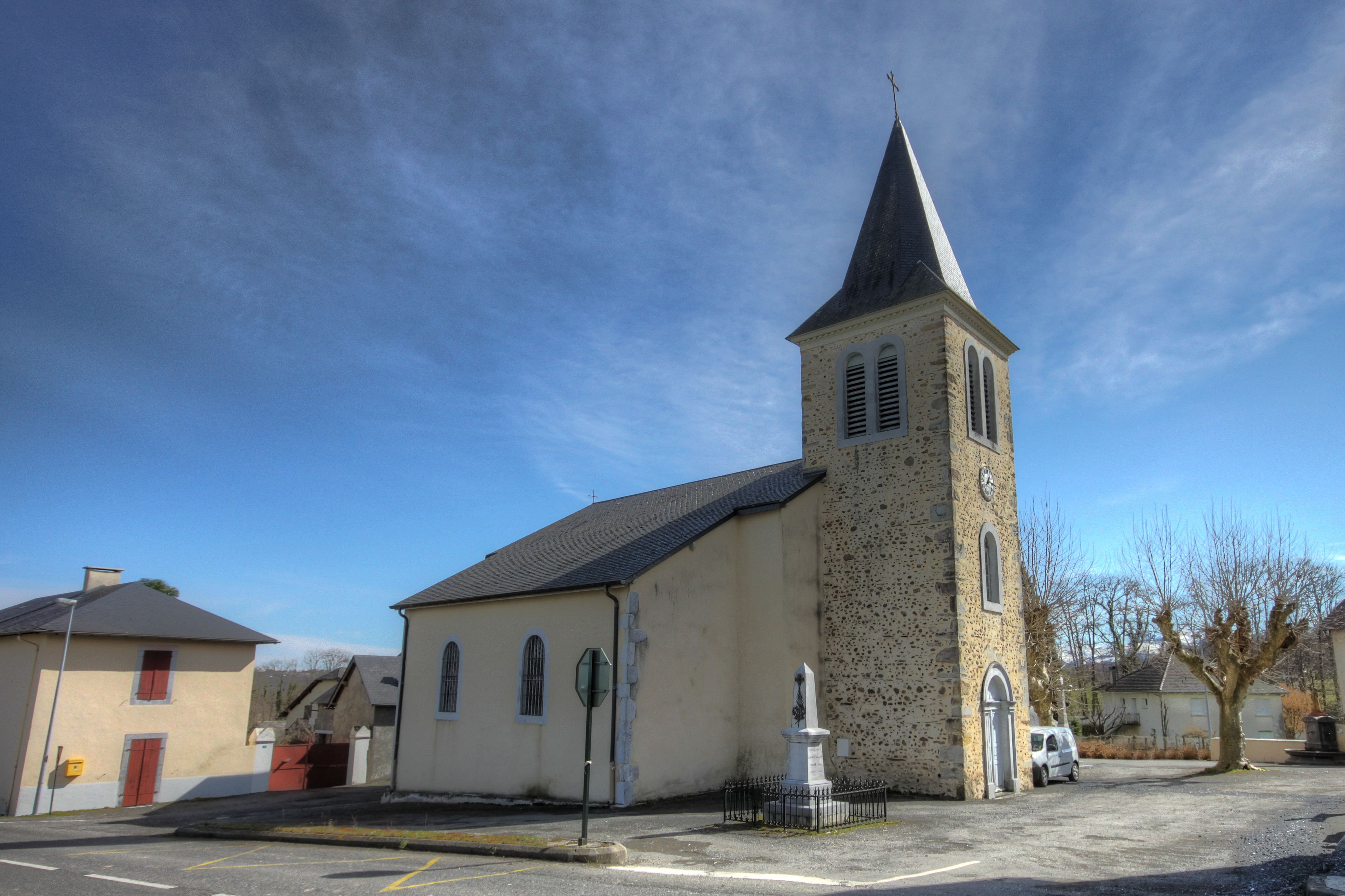
Kerk van St. Sébastien
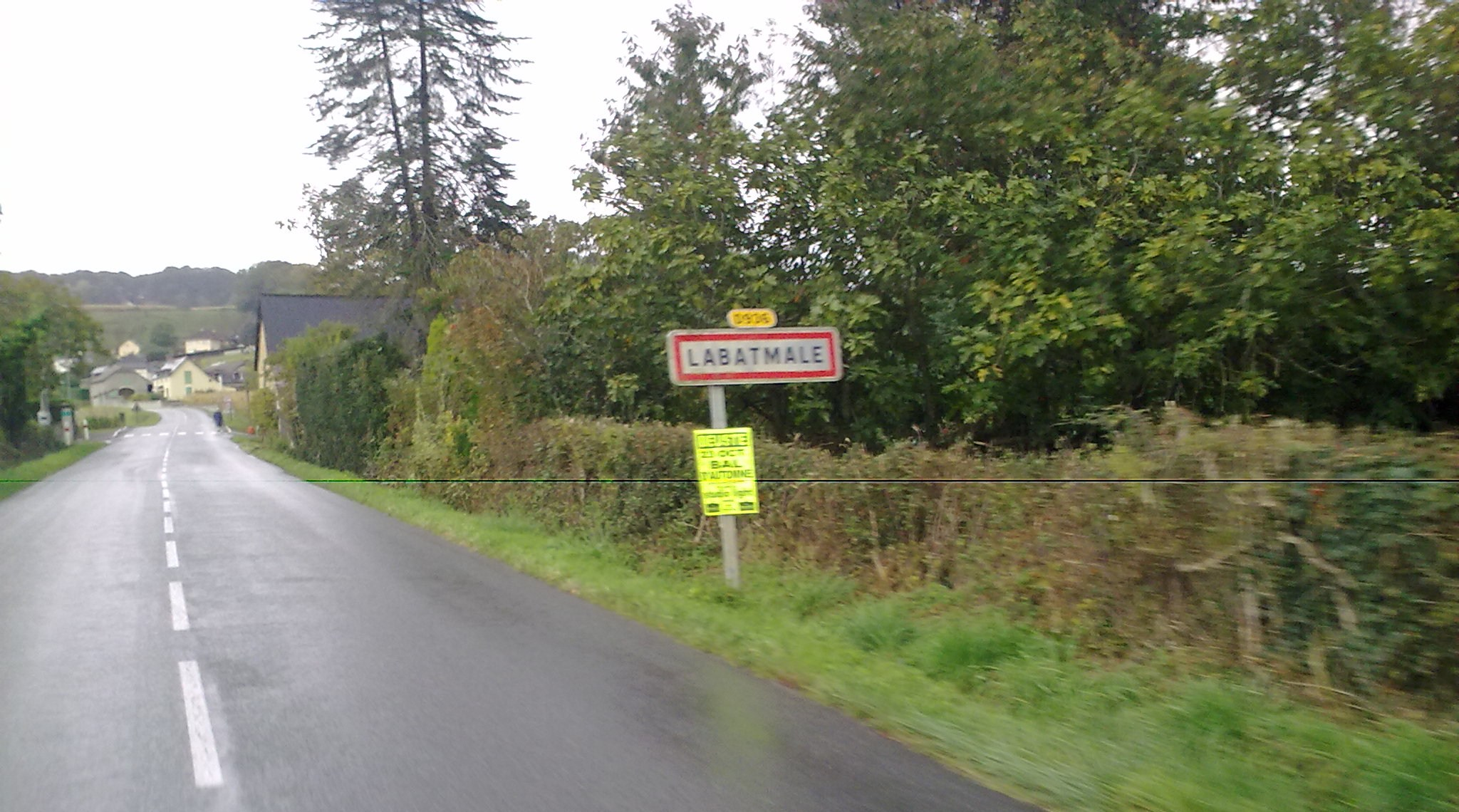
Labatmale

## Geografie
De oppervlakte van Labatmale bedraagt 3,3 km², de bevolkingsdichtheid is 61,5 inwoners per km².
De onderstaande kaart toont de ligging van Labatmale met de belangrijkste infrastructuur en aangrenzende gemeenten.

## Demografie
Onderstaande figuur toont het verloop van het inwonertal (bron: INSEE-tellingen).